# Yahia Benmabrouk
Yahia Benmabrouk, dit l'Apprenti, est un acteur algérien, né le 30 mars 1928 à Alger et mort le 9 octobre 2004 à Bab El Oued (Alger).

## Biographie
Yahia Benmabrouk commence sa carrière d'acteur en 1940 dans la troupe El Masrah El-Djazïri dirigée par Mustapha Kateb. En 1956 il est visé par un attentat perpétré par des éléments extrémistes pieds-noirs durant la guerre d'Algérie. Traumatisé, il quitte l'Algérie pour la France.
Au début de 1958, il rejoint Tunis pour faire partie de la troupe artistique du FLN, puis il retourne dans son pays dès la fin de la guerre. Il continue à exercer sa profession d'acteur parmi les éléments qui allaient constituer le Théâtre national algérien (TNA) au sein duquel il évolue jusqu’à sa mise en retraite au début des années 1980.
En 1967, il incarne le personnage de « l'apprenti » dans le film L'inspecteur Tahar mène l'enquête de Mustapha Badie, avec Hadj Abderrahmane dans le rôle-titre. Ce film marque la naissance du duo explosif le plus célèbre du cinéma algérien : « l'inspecteur Tahar » et « l’apprenti ».
Ce premier film est suivi par d'autres avec le même duo : La Souris et La Poursuite, jusqu'au fameux Les Vacances de l'inspecteur Tahar, film tourné en Tunisie et qui reste à l'affiche dans les salles pendant des mois.

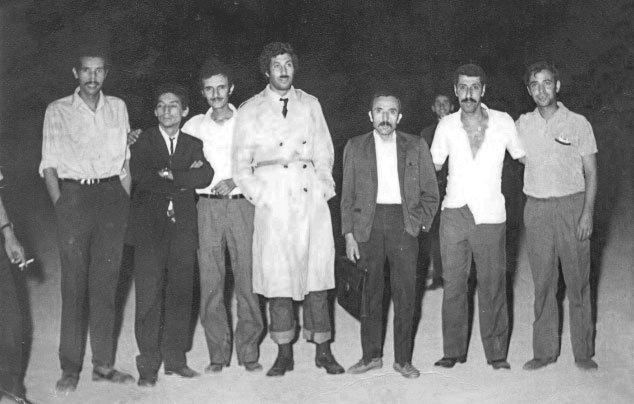
Hadj Abderrahmane et Yahia Benmabrouk en 1974.

La mort tragique de son complice Hadj Abderrahmane, le 5 octobre 1981, le plonge dans une dépression. Il ne se remet jamais de sa disparition. Malgré tout, il continue à jouer, dans le film Le Clandestin de Benamar Bakhti et enfin Les Vacances de l'apprenti en 1999. De plus en plus en retrait, il meurt le 9 octobre 2004 au CHU de Bab El Oued à la suite d'une longue maladie.

## Filmographie
- 1967 : L'inspecteur mène l'enquête de Moussa Haddad : l'apprenti
- 1968 : La Souris : l'apprenti
- 1969 : La Poursuite infernale : l'apprenti
- 1973 : Les Vacances de l'inspecteur Tahar de Moussa Haddad : l'apprenti
- 1975 : Chronique des années de braise, Kaddour
- 1977 : L'inspecteur marque le but de Kaddour Brahim Zakaria : l'apprenti
- 1978 : Le Chat : l'apprenti
- 1989 : Le Clandestin de Benamar Bakhti : Abdellah, le clandestin
- 1991 : Cheb de Rachid Bouchareb : le taxi clandestin
- 1993 : El Hafila Tassir
- 1999 : Les Vacances de l'apprenti de Benamar Bakhti : l'apprenti / l'inspecteur Yahia

## Décorations
- Djadir de l'ordre du Mérite national d'Algérie.